# Carlos Agüero García
Carlos Agüero García (14 de junio de 1843 - 21 de enero de 1939) fue un militar cubano que participó en la Guerra de Independencia de Cuba con el grado de General de Brigada del Ejército Libertador de ese país.

## Primeros años
Carlos Agüero García nació en Camagüey, Cuba, el 14 de junio de 1843. Asistió a la escuela primaria y terminando esta se dedicó a administrar una finca de la familia en el poblado de Maraguán. A partir de ese momento comenzó a conspirar en contra de la colonia española, uniéndose a otras personas simpatizantes de la causa criolla como Gregorio Benítez, quien también fue brigadier del Ejército Libertador cubano,.

## Guerra de los Diez Años
Dado el estallido de la Guerra de los Diez Años se levanta en armas en su territorio bajo las órdenes de Augusto Arango ocupando el poblado de Guáimaro. Poco después participa en la Reunión del paradero de Las Minas junto a Ignacio Agramonte, también combate en Bonilla donde los mambises derrotaron a una columna comandada por el Conde de Valmaseda. En enero de 1869 pasa a las órdenes de Manuel de Quesada, destacándose en el combate de las inmediaciones de la Sierra de Cubitas donde los criollos vencieron, recibiendo por mérito propio el grado de cabo. Luchó en Ceja de Altagracia y en el ataque a la ciudad de Puerto Príncipe bajo el mando de Agramonte, bajo el cual se mantiene durante los años de 1879 a 1873. Dado que se destacó en numerosos combates es ascendido a teniente primero y posteriormente en julio de 1872 gana el ascenso a capitán, en el contexto de los enfrentamientos de El Salado y Jacinto.
Se mantiene en el Ejército bajo las órdenes del general Máximo Gómez Báez, quién ocupó la jefatura del centro tras la muerte del Mayor General Ignacio Agramonte el 11 de mayo de 1873 y participa en los asaltos a los poblados de Nuevitas, Santa Cruz del Sur y San Jerónimo, en los combates de La Sacra, Palo Seco, Naranjo, Mojacasabe y en la Batalla de las Guásimas, considerada la acción de mayor importancia en la Guerra de los Diez Años.
A la decisión de Máximo Gómez de invadir Las Villas en enero de 1875, Agüero se queda Camagüey a las órdenes de Henry Reeve y es ascendido a comandante. Posteriormente, en abril de 1877, es ascendido a teniente coronel y se le asigna el mando del regimiento de infantería “Caonao”. Cae prisionero en una escaramuza y después del Pacto del Zanjón es liberado.
Al estallar la Guerra Chiquita en el mes de agosto del año 1879 hizo los preparativos para participar en el levantamiento, pero es nuevamente encarcelado durante nueve meses.

## Guerra Necesaria
Con el reinicio de la guerra en el año 1895 se incorpora como el primero al apoyo de las acciones del 24 de febrero. En el mes de mayo organiza una guerrilla con varios hombres para operar en el territorio del Camagüey hasta que Gómez penetra en la provincia y lo pone bajo su mando nuevamente. Recibe el grado de general de brigada el 29 de junio de 1896, ocupando posteriormente la jefatura de la primera y segunda división del Tercer Cuerpo del Ejército Libertador; luego tomó la dirección de la Brigada de la Trocha y también de la Tercera Brigada de la Segunda División.
Luego de la intervención norteamericana en la Guerra Hispano-Cubana y la constitución de la República Neocolonial, se dedica a trabajar en una finca que compró con la paga que obtuvo en el Ejército Libertador. Recibió propuestas para ocupar cargos públicos, rechazando cada una de estas al no estar de acuerdo con la intervención del gobierno estadounidense en la lucha de la Isla caribeña por la independencia.

## Muerte
En las dos guerras que participó recibió seis heridas de bala y perdió el ojo derecho. Durante la República fue inspector de ayuntamientos y uno de los dirigentes del Movimiento de Veteranos y Patriotas.
Se opuso firmemente a la Enmienda Platt, junto a otros veteranos de las guerras de independencia, declarándose atiimperialista. Falleció en su ciudad natal Camagüey el 21 de enero de 1939, día hasta el que se mantuvo firme con la causa independentista.